# Oreneta alatacada
L'oreneta alatacada (Hirundo leucosoma) és una espècie d'ocell de la família dels hirundínids (Hirundinidae). Es troba a l'Àfrica Occidental. Els seus hàbitats principals són els boscos tropicals i subtropicals de frondoses humits de les terres baixes, la sabana seca, els cursos d'aigua, els jardins rurals, les àrees urbanes i les àrees forestals fortament degradades. El seu estat de conservació es considera de risc mínim.